# Черноморская городская община
Черноморская городская территориальная община (укр. Чорноморська міська територіальна громада) — территориальная община в Украине, в Одесском районе Одесской области.
Создана 17 июля 2020 года в соответствии с постановлением Верховной Рады Украины на базе определения общин Распоряжением Кабинета Министров Украины № 720-р от 12 июня 2020 «Об определении административных центров и утверждении территорий территориальных общин Одесской области» в составе Черноморского городского совета. Административный центр — город Черноморск.

## Населённые пункты
- город Черноморск
- пгт Александровка
- село Бурлачья Балка
- село Малодолинское